# Марсель Гіршер
Марсель Гіршер (нім. Marcel Hirscher, 2 березня 1989) — австрійський гірськолижник, який спеціалізується в технічних слаломних дисциплінах, дворазовий олімпійський чемпіон та медаліст Олімпійських ігор, семиразовий чемпіон світу, чотириразовий чемпіон світу.
Першу золоту олімпійську медаль та звання олімпійського чемпіона Гіршер виборов у гірськолижній комбінації на Пхьончханській олімпіаді 2018 року, а другу — на тій же Олімпіаді в гігантському слаломі. Він також був  срібним призером Олімпійських ігор Сочі у слаломі.
Гіршер багато разів вигравав великий кришталевий глобус переможця кубка світу в загальному заліку, а також малі кришталеві глобуси переможця заліку слалому й гігантського слалому.

## Виступи в кубку світу

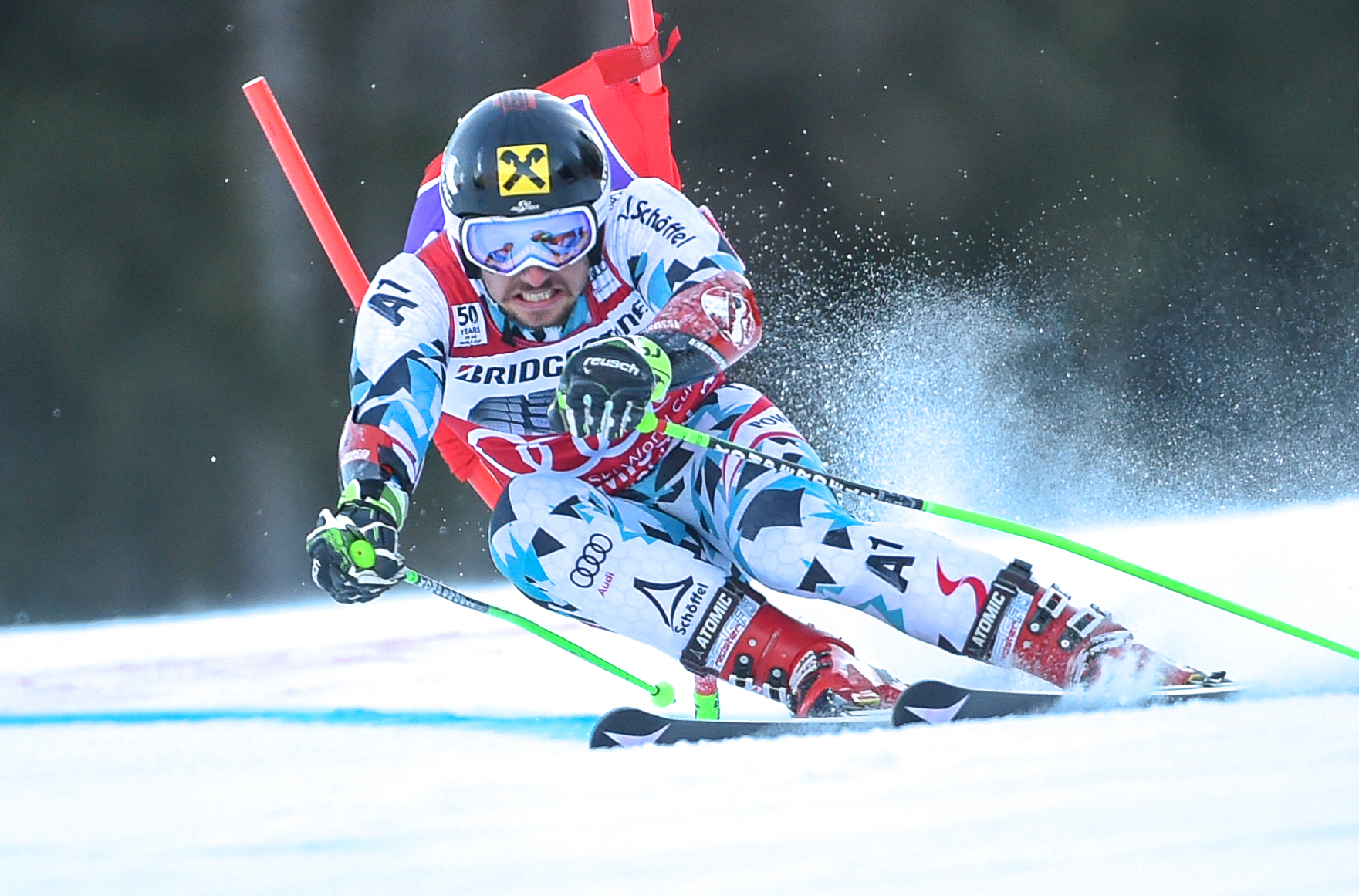
Гіршер на гігантському слаломі в Гарміш-Партенкірхені.

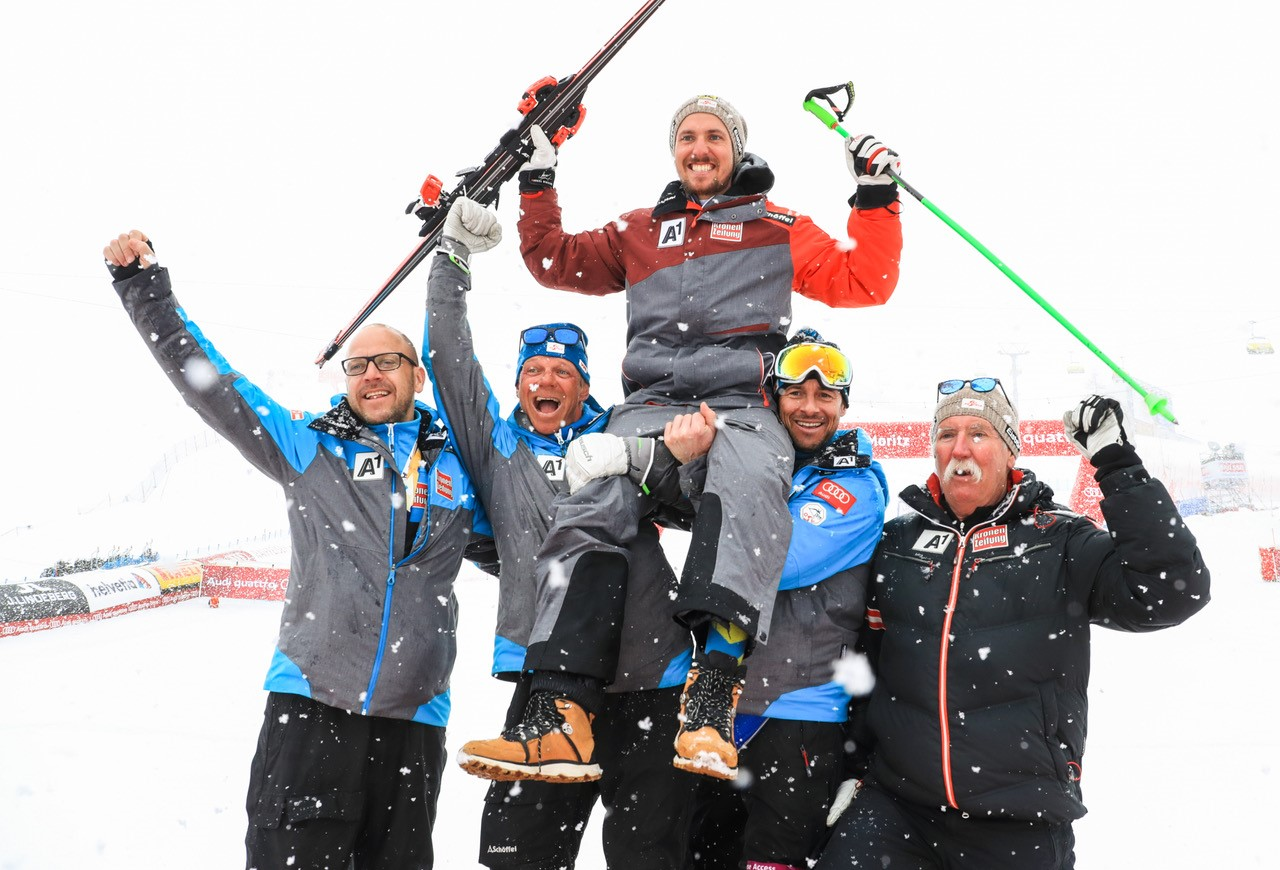
Марсель Гіршер зі Штефаном Іллеком, Міхаелем Пірхером, Йозефом Перхтом та Фердинандом Гіршером.

### Перемоги в сезоні
- 17 титулів – (7 в загальному заліку, 5 в заліку гігантського слалому, 5 у заліку слалому)

|            | Сезон              |
| Дисципліна |                    |
| 2012       | Загальний залік    |
| 2012       | Гігантський слалом |
| 2013       | Загальний залік    |
| 2013       | Слалом             |
| 2014       | Загальний залік    |
| 2014       | Слалом             |
| 2015       | Загальний залік    |
| 2015       | Гігантський слалом |
| 2015       | Слалом             |
| 2016       | Загальний залік    |
| 2016       | Гігантський слалом |
| 2017       | Загальний залік    |
| 2017       | Гігантський слалом |
| 2017       | Слалом             |
| 2018       | Загальний залік    |
| 2018       | Гігантський слалом |
| 2018       | Слалом             |

### Місце в сезоні
| Сезон |                 |        |                    |             |                  |            |    |
| Вік   | Загальний залік | Слалом | Гігантський слалом | супергігант | Швидкісний спуск | Комбінація |    |
| 2008  | 18              | 51     | 15                 | 60          | –                | –          | –  |
| 2009  | 19              | 14     | 9                  | 14          | 52               | –          | 10 |
| 2010  | 20              | 6      | 8                  | 6           | 34               | –          | 12 |
| 2011  | 21              | 15     | 5                  | 10          | –                | –          | –  |
| 2012  | 22              | 1      | 3                  | 1           | 27               | –          | –  |
| 2013  | 23              | 1      | 1                  | 2           | –                | –          | –  |
| 2014  | 24              | 1      | 1                  | 2           | 31               | –          | 8  |
| 2015  | 25              | 1      | 1                  | 1           | 24               | –          | 6  |
| 2016  | 26              | 1      | 2                  | 1           | 6                | –          | –  |
| 2017  | 27              | 1      | 1                  | 1           | 25               | –          | 5  |
| 2018  | 28              | 1      | 1                  | 1           | 33               | –          | –  |
| 2019  | 29              | 1      | 1                  | 1           | –                | –          | –  |